# タイタンズ・オブ・クリエイション
『タイタンズ・オブ・クリエイション』（Titans of Creation）は、アメリカ合衆国のヘヴィメタル・バンド、テスタメントが2020年に発表した12作目のスタジオ・アルバム。

## 背景
テスタメントはアルバム『儀式』（1992年）を最後にデビュー時のラインナップが解体してからは、アルバム毎にメンバー・チェンジをしてきたが、本作は前作『ブラザーフッド・オブ・ザ・スネイク』（2016年）と同じラインナップで制作された。アートワークは、『ザ・フォーメーション・オブ・ダムネイション』（2008年）以降の全スタジオ・アルバムを手がけてきたエリラン・カントールが引き続き担当した。
「チルドレン・オブ・ザ・ネクスト・レヴェル」はヘヴンズ・ゲートの集団自殺事件を題材としており、当初はこの曲がアルバム・タイトル候補だったが、カントールの描いたジャケットのイメージに合わないと判断され、最終的にはアートワークに合わせて『タイタンズ・オブ・クリエイション』というタイトルになった。また、「シティ・オブ・ジ・エンジェルズ」はリチャード・ラミレスを題材としている。
エリック・ピーターソンは本作の音楽性に関して「よりスラッシュしていて、よりオールド・スクールになったと思う」「マーシフル・フェイトの真似をしたわけじゃないけど、ギター・ハーモニーや曲作りは近い感じになっている」と説明している。
日本では通常盤に加えて、2017年2月20日のShibuya O-EAST公演のライブ音源15曲が収録されたボーナス・ディスクを抱き合わせた限定盤(GQCS-90878/9)も発売されている。

## 反響・評価
母国アメリカでは前2作のスタジオ・アルバムほどの成功を収められず、Billboard 200では最高96位に終わり、全米トップ40入りを逃した。また、『ビルボード』のハードロック・アルバム・チャートでは5位を記録した。
ドイツのアルバム・チャートでは初登場3位となり、7週にわたりトップ100入りするヒットとなった。また、日本では2020年4月13日付のオリコンチャートで29位に達し、7週トップ300入りした。
James Christopher Mongerはオールミュージックにおいて5点満点中4点を付け「チャック・ビリーは今なお、ジェイムズ・ヘットフィールドの逞しい叫びとデイヴ・ムステインの陰険な冷笑の間にある、甘辛い位置を占めている」と評している。また、Jason RocheはBlabbermouth.netのレビューで10点満点中8点を付け「ダラダラとした長いイントロも、無駄な動きもない」と評している。

## 収録曲
特記なき楽曲は作詞：チャック・ビリー&デル・ジェイムス／作曲：エリック・ピーターソン。
1. チルドレン・オブ・ザ・ネクスト・レヴェル "Children of the Next Level" – 6:13
2. WWIII "WWIII" – 4:48
3. ドリーム・ディシーヴァー "Dream Deceiver" – 4:58
4. ナイト・オブ・ザ・ウィッチ "Night of the Witch" – 6:32
  - 作詞：チャック・ビリー、エリック・ピーターソン、デル・ジェイムス／作曲：エリック・ピーターソン
5. シティ・オブ・エンジェルズ "City of Angels" – 6:43
6. イシュターズ・ゲイト "Ishtar's Gate" – 5:09
7. シンプトムズ "Symptoms" – 4:37
  - 作詞・作曲：アレックス・スコルニック
8. フォルス・プロフェット "False Prophet" – 4:54
  - 作詞：チャック・ビリー&スティーヴ・スーザ／作曲：エリック・ピーターソン
9. ザ・ヒーラーズ "The Healers" – 4:23
10. コード・オブ・ハムラビ "Code of Hammurabi" – 4:52
  - 作詞：チャック・ビリー、アレックス・スコルニック、デル・ジェイムス／作曲：アレックス・スコルニック
11. カース・オブ・オシリス "Curse of Osiris" – 3:24
12. カタコームズ "Catacombs" – 2:01
  - 作曲：エリック・ピーターソン

## 日本限定盤(GQCS-90878/9)ボーナス・ディスク
1. "Brotherhood of the Snake"
2. "Rise Up"
3. "Disciples of the Watch"
4. "The Pale King"
5. "Practice What You Preach"
6. "The New Order"
7. "More Than Meets the Eye"
8. "Dark Roots of Earth"
9. "Stronghold"
10. "Into the Pit"
11. "Over the Wall"
12. "D.N.R. (Do Not Resuscitate)"
13. "3 Days in Darkness"
14. "The Formation of Damnation"
15. "Alone in the Dark"

## 参加ミュージシャン
- チャック・ビリー - ボーカル
- エリック・ピーターソン - ギター、バッキング・ボーカル
- アレックス・スコルニック - ギター
- スティーヴ・ディジョルジオ - ベース
- ジーン・ホグラン - ドラムス

アディショナル・ミュージシャン
- ライル・リヴィングストン - キーボード(on #12)